# Magulfus
Magulfus war einer lokalen Überlieferung zufolge ein Gefährte des Gallus und womöglich dessen Nachfolger als Vorsteher der klösterlichen Gemeinschaft in St. Gallen. In den Quellen erscheint er zusammen mit dem Kustos Stephanus als Hüter am Grab von Gallus.
Um 700 begab er sich mit der Bitte um eine Wachsspende für die Kirche des heiligen Gallus zu Herzog Gotfrid nach Cannstatt. Daraufhin übertrug der Herzog den Ort Biberburg an die Galluskirche. Offensichtlich hatte sich der Ruf von St. Gallus schon wenige Jahrzehnte nach dessen Tod 640 im südalemannischen Gebiet verbreitet.